# Memorial del 7 de julio
El Memorial del 7 de julio es un monumento dedicado a las 52 víctimas de los atentados del 7 de julio de 2005 en Londres. Está situado en el lado este de Hyde Park, entre Lover's Walk y Park Lane, cerca de Curzon Gate y a unos 150 metros al norte de la estatua monumental de Aquiles.

## Diseño
El monumento está formado por 52 columnas (o estelas) de acero inoxidable, cada una de ellas de 3,5 metros de altura y con un peso de unos 850 kilogramos. Las estelas están agrupadas en cuatro conjuntos unidos que reflejan los cuatro lugares de los atentados en las estaciones de metro de Tavistock Square, Edgware Road, King's Cross y Aldgate East. Las columnas son anónimas, pero cada una lleva inscrita la fecha, el lugar y la hora del atentado en cuestión; una placa separada recoge los nombres de los fallecidos. La forma del monumento, con muchas columnas de pie, se ha comparado con el Monumento a los judíos de Europa asesinados en Berlín, y con el Monumento de Guerra de Nueva Zelanda en Hyde Park Corner. Un banco de césped al este del monumento protege el lugar del ruido del tráfico en Park Lane.
La propuesta de un monumento conmemorativo permanente se anunció el 13 de febrero de 2006, con un millón de libras de financiación del gobierno central. El monumento fue diseñado por un equipo que incluía a los arquitectos Carmody Groarke, los ingenieros Arup y los arquitectos paisajistas Colvin y Moggridge, asesorados por el escultor Antony Gormley, en consulta con representantes de las familias de las víctimas, y también con representantes de los Royal Parks y del Departamento de Cultura, Medios de Comunicación y Deporte. El acero fue fundido por Norton Cast Products de Sheffield. Cada pilar fue fundido en arena usando el mismo molde, pero utilizando un proceso de fundición abierto que significa que cada uno es ligeramente diferente, con una textura superficial áspera.
El diseño propuesto se aprobó en noviembre de 2008, y el monumento finalizado se inauguró en el cuarto aniversario de los atentados, el 7 de julio de 2009, en una ceremonia a la que asistieron familiares y allegados de las víctimas y Carlos, príncipe de Gales, Camilla, duquesa de Cornualles, el primer ministro Gordon Brown, el alcalde de Londres Boris Johnson, y otros líderes políticos y representantes de los servicios de emergencia.
El monumento fue una de las 102 estructuras premiadas por el Royal Institute of British Architects.

## Vandalismo
Dos semanas después de la ceremonia de inauguración, en 2009, el monumento fue pintado con palabras escritas con un rotulador negro, y volvió a ser objeto de vandalismo en 2014, en la mañana del noveno aniversario de los atentados. En el incidente de 2014 se escribieron en el monumento lemas como "4 musulmanes inocentes", "Blair mintió, miles murieron" y "La verdad del 7-J", que fueron retirados poco después de ser descubiertos por el administrador del parque.
En junio de 2015, se temió que el lugar fuera utilizado por un grupo de personas que dormían en la calle.

## Galería
|                                                  |
| El memorial cinco días después de ser inaugurado |

|                |
| Placa memorial |

|                            |
| Tributo floral en un pilar |

|                               |
| Detalle de uno de los pilares |